# Théodore Nisard
Abbé Théodore Nisard (eigentlich Theodule Eleazar Xavier Normand; * 1812 in Quaregnon bei Mons; † 1888) war ein französischer Geistlicher, Organist und Musikwissenschaftler.

## Leben und Wirken
Nisard empfing seine ersten musikalischen Unterweisungen in seiner Heimatstadt, studierte dann in Cambrai und trat dann ins Priesterseminar von Tournai ein, wo er 1835 zum Ordenspriester geweiht wurde.
1839 wurde er zum Direktor des Englischen Gymnasiums ernannt und 1842 dann zum Titularorganisten der Kirche St. Germain-des-Prés in Paris berufen, doch versah er auch dieses Amt nur für kurze Zeit, da er beschloss, sich verstärkt der musikwissenschaftlichen Forschung zu widmen.
Seine musikhistorischen Werke beschäftigen sich zum größten Teil mit der Entwicklung der Musik, vor allem im Mittelalter und insbesondere bezugnehmend auf Fragen zum gregorianischen Choral. Er verfasste außerdem bemerkenswerte Artikel in Joseph d'Ortigues musikalischem Wörterbuch, u. a. über den gregorianischen Choral und seine Rhythmik, und wandte sich in vehement gegen die Neuauflage der Medicaea durch das Regensburger Verlagshaus Pustet. So trat er auch dem Choralverein des Trierer Dommusikdirektors Michael Hermesdorff bei, der es sich zur Aufgabe gemacht hatte, durch Vergleiche mittelalterlicher Codices die ursprüngliche Melodiefassung des Gregorianischen Chorales wiederherzustellen und im deutschsprachigen Raum so die wohl bedeutendsten Vorarbeiten zur Restitution des Chorales leistete.
Neben diesen Abhandlungen verfasste er Monographien über Odo von Cluny, Palestrina, Lully, Rameau, Abbé Vogler und andere.

## Werke
- Du catholicisme et du libéralisme, Enghien 1841
- Du rythme dans le plain-chant, 1856
- Notice sur l'antiphonaire bilingue de Montpellier, Paris, 1864
- L'archéologie musicale et le vrai chant grégorien, Lethielleux, 1890

| Personendaten    | Personendaten                                                |
| ---------------- | ------------------------------------------------------------ |
| NAME             | Nisard, Théodore                                             |
| ALTERNATIVNAMEN  | Normand, Theodule Eleazar Xavier (wirklicher Name)           |
| KURZBESCHREIBUNG | französischer Geistlicher, Organist und Musikwissenschaftler |
| GEBURTSDATUM     | 1812                                                         |
| GEBURTSORT       | Quaregnon bei Mons                                           |
| STERBEDATUM      | 1888                                                         |